# Пфайль, Христиан Карл Людвиг фон
Христиан Карл Людвиг Пфайль (в ЭСБЕ ошибочно Христофор; 20 января 1712, Грюнштадт — 20 января 1784, Крайсхальм) — германский адвокат, дипломат, чиновник, писатель, автор церковных гимнов.
Происходил из знатной семьи вюртембергского королевского судьи с силезскими корнями. С 1728 года изучал право сначала в Галле, затем в Тюбингене. Под влиянием жены перешёл в протестантство. С 1737 года состоял на вюртембергской государственной службе, с 1767 года был прусским полномочным министром при франконском и швабском округе.
В многочисленных духовных песнях Пфайля часто заметно влияние гернгутерских образцов; поводом к их составлению послужили, в большинстве случаев, события из его собственной жизни. Пфайль был весьма плодовитым автором, при его жизни из его наследия было издано 940 песен. Кроме того, им было зарифмовано несколько глав Библии. Особенно высокой репутацией его творчество пользовалось среди протестантских мистиков. Его песни были собраны Тейхманом под заглавием «Christlicher Hausschatz» (2 издания, Штутгарт, 1862). Биография Пфайля была составлена Мерцом (Штутгарт, 1863).